# Bulnes
Bulnes è un comune del Cile, capoluogo della provincia di Diguillín, nella Regione di Ñuble. Al censimento del 2017 possedeva una popolazione di 21.493 abitanti.

## Società

### Evoluzione demografica
| Censimento del 1992 | Censimento del 2002 | Censimento del 2017 |
| 19.713 ab.          | 20.595 ab.          | 21.493 ab.          |